# Lamprotornis
Lamprotornis är ett fågelsläkte i familjen starar inom ordningen tättingar. Släktet omfattar 22 arter med utbredning i Afrika söder om Sahara:
- Massajglansstare (L. hildebrandti)
- Myrraglansstare (L. shelleyi)
- Större glansstare (L. australis)
- Långstjärtad glansstare (L. caudatus)
- Blågrön glansstare (L. purpuroptera)
- Grå glansstare (L. unicolor)
- Mopaneglansstare (L. mevesii)
- Mindre glansstare (L. chloropterus)
- Spetsstjärtad glansstare (L. acuticaudus)
- Smaragdglansstare (L. iris)
- Blåkindad glansstare (L. chalybaeus)
- Purpurglansstare (L. purpureus)
- Grönglansstare (L. nitens)
- Bronsstjärtad glansstare (L. chalcurus)
- Guldbröstad glansstare (L. regius)
- Príncipeglansstare (L. ornatus)
- Praktglansstare (L. splendidus)
- Vitgumpad glansstare (L. bicolor)
- Sahelglansstare (L. pulcher)
- Brunbukig glansstare (L. superbus)
- Gråbröstad glansstare (L. fischeri)
- Vitkronad glansstare (L. albicapillus)

Numera inkluderas arter som tidigare fördes till Spreo, medan andra lyfts ut till släktena Notopholia och Hylopsar. Arterna i Lamprotornis är ej nära släkt med glansstararna i Onychognathus.